# Iida Hirotaka
Hirotaka Iida (sinh ngày 29 tháng 4 năm 1982) là một cầu thủ bóng đá người Nhật Bản.

## Sự nghiệp câu lạc bộ
Hirotaka Iida đã từng chơi cho Yokohama F. Marinos.